# Tenth Avenue Freeze-Out
"Tenth Avenue Freeze-Out" je pjesma Brucea Springsteena s albuma Born to Run iz 1975.

## Kompozicija
Pjesma je djelomičan opis osnivanja E Street Banda. Međutim, većina Springsteenovih obožavatelja ne zna odgovoriti na pitanje "Što je Tenth Avenue Freeze-Out?". Protagonist pjesme, "Bad Scooter", je pseudonim za samog Springsteena (što je indicirano jednakim inicijalima). U trećem stihu Bad Scootera spašava "the Big Man", saksofonist sastava Clarence Clemons.
Skladba se temelji na snažnoj puhačkoj sekciji (predvođenoj Clemonsom) dok ritam održavaju klavirski akordi Roya Bittana. Springsteen je u dokumentarcu Wings For Wheels rekao kako je ideju o puhačkom uvodu osmislio Steven Van Zandt. Unatoč svemu tome, singl je zatajio na ljestvicama, dostigavši tek 83. poziciju na Billboardovu Hot 100. Međutim, pjesma se zadržala na radijskim rock postajama i među Springsteenovom obožavateljskom bazom.

## Povijest koncertnih izvedbi
"Tenth Avenue Freeze-Out" postala je standardni dio Springsteenovih turneja s E Street Bandom, a redovito se pojavljivala od 1975. i Born to Run turneja sve do 1984. i turneje Born in the U.S.A. i Tunnel of Love Expreess 1988. Nakon desetogodišnje stanke, ponovno se pojavila na Reunion Touru 1999. i 2000., a izvođena je i za vrijeme Magic Toura 2007. i 2008.

## Vanjske poveznice
- Stihovi "Tenth Avenue Freeze-Out"  Arhivirana inačica izvorne stranice od 4. veljače 2012. (Wayback Machine) na službenoj stranici Brucea Springsteena